# Hygrophila corymbosa
Hygrophila corymbosa es una planta acuática perteneciente a la familia de las acantáceas. Es originaria del Sudeste de Asia, pero se ha extendido a todo el mundo por el comercio para acuarios tropicales.

## Cultivo
Hygrophila corymbosa es una planta de crecimiento rápido que puede ser recortada con frecuencia. Prefiere una situación bien iluminada, un alimento rico en agua y abono  y se beneficia de más de CO2. Si se deja crecer fuera del acuario, producirá flores de color púrpura perfumadas, causando que las hojas inferiores se desprendan. La planta es adaptable a una variedad de condiciones del agua.
Puede ser fácilmente reproducida por esquejes directamente plantados en el sustrato. Su uso en el acuario, como ocurre con todas las plantas de rápido crecimiento es interesante porque absorbe amonio y nitratos y ayuda a combatir el crecimiento de algas.